# Campodorus elegans
Campodorus elegans är en stekelart som först beskrevs av Parfitt 1882.  I den svenska databasen Dyntaxa används istället namnet Campodorus pineti. Campodorus elegans ingår i släktet Campodorus och familjen brokparasitsteklar. Arten är reproducerande i Sverige. Inga underarter finns listade.